# Prix Dagon
Pour les articles homonymes, voir Dagon.
Le prix Dagon est un prix littéraire québécois, décerné annuellement de 1977 à 1980 par un jury à un écrivain francophone canadien pour une nouvelle inédite de science-fiction ou de fantastique publiée dans les pages du magazine québécois Requiem, qui change de nom pour Solaris en 1979.
Les lauréats des deux années précédentes ne sont pas admissibles pour le prix d'une année donnée. En 1981, le prix Dagon est remplacé par le prix Solaris.

## Lauréats du prix
- 1977 : Daniel Sernine pour Exode 5.
- 1978 : Élisabeth Vonarburg pour L'Œil de la nuit[1].
- 1979 : Camille Bouchard pour Les Ancêtres.
- 1980 : René Beaulieu pour Le Geai bleu.